# غازي الصادق
غازي الصادق (توفي في 19 آب / أغسطس 2012) سياسي سوداني. في تموز 2012 عيّن وزيراً للإرشاد والأوقاف، وكان سابقاً وزيراً للسياحة والآثار.
توفي في حادث تحطم طائرة في 19 أغسطس 2012 بالقرب من تلودي، جنوب كردفان، السودان، مما أسفر عن مقتل ما لا يقل عن 31 شخصًا آخر. ركزت التقارير الأولية على هجوم من قبل الحركة الشعبية لتحرير السودان في الشمال كسبب محتمل للتحطم، لكن وزير الإعلام السوداني صرح لاحقًا لإذاعة أم درمان أن سوء الأحوال الجوية تسبب في تحطم الطائرة في تل. وكانت الطائرة تقل وفدا بمناسبة عيد الفطر المبارك . وقتل ما لا يقل عن 31 شخصًا في الحادث، من بينهم عدد من وزراء الدولة ورئيس حزب العدالة.